# Francesco Meli

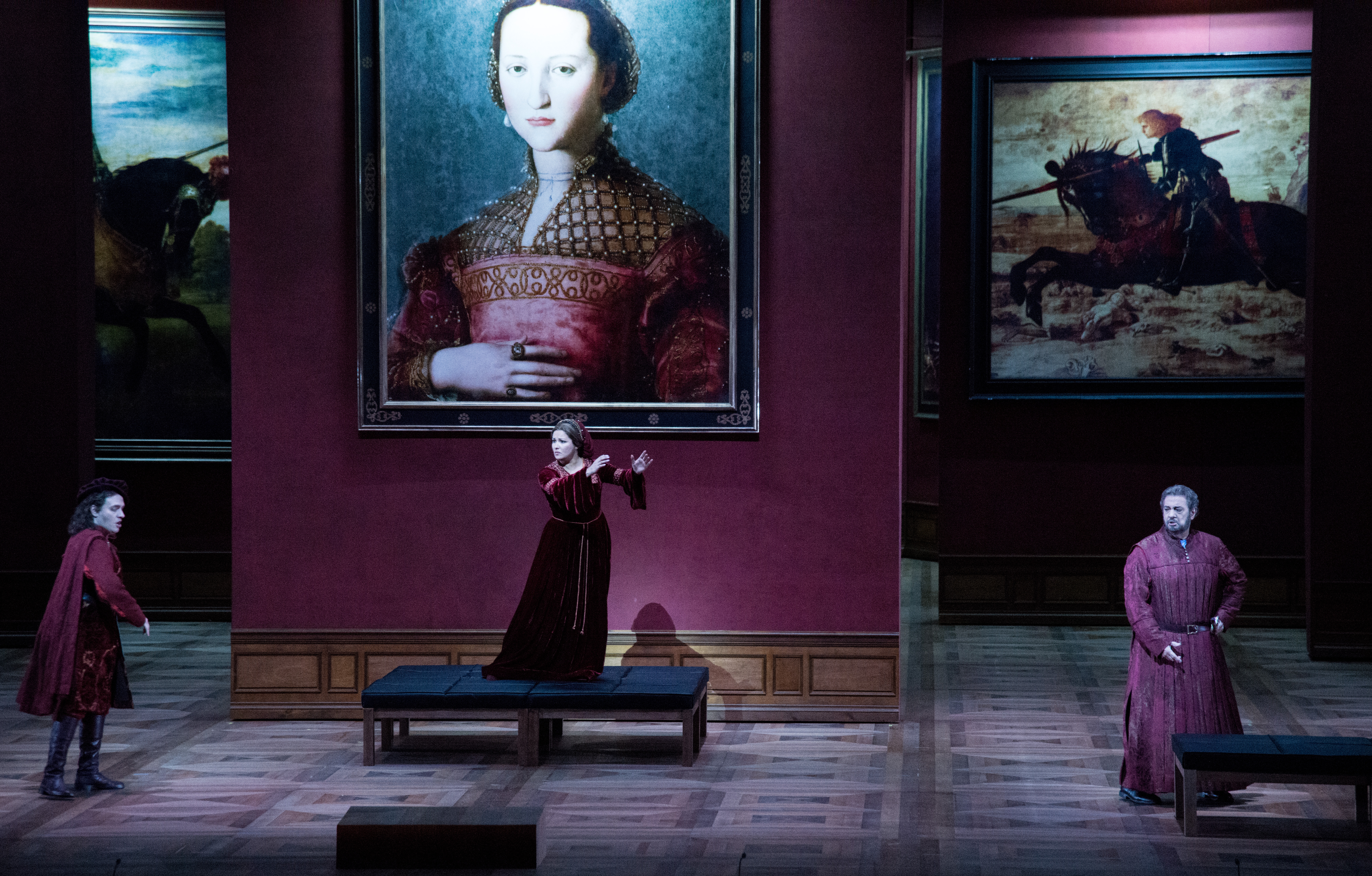
Francesco Meli (links) mit Anna Netrebko und Plácido Domingo in Il trovatore, Salzburger Festspiele 2014

Francesco Meli (geboren am 15. Mai 1980 in Genua) ist ein italienischer Opernsänger (Tenor) des Belcanto-Faches.

## Leben
Seine Gesangsausbildung begann Meli im Alter von 17 Jahren bei Norma Palacios am Konservatorium „Niccolò Paganini“ seiner Heimatstadt Genua, danach studierte er bei Franca Mattiucci und Vittorio Terranova. 2002 debütierte er in Verdis Macbeth beim Festival dei Due Mondi von Spoleto und sang in der Folge am Teatro Nacional de São Carlos in Lissabon, am Teatro Comunale di Bologna in Bologna, am Teatro La Fenice in Venedig, am Teatro Carlo Felice in Genua, am Opernhaus Zürich, am Teatro Filarmonico in Verona und am Teatro Regio di Torino in Turin.

### Scala, London, Paris, Met, Wiener Staatsoper
Rasch wurde der junge Tenor von nahezu sämtlichen bedeutenden Opernhäusern Italiens engagiert. Als Melis Durchbruch auf der internationalen Opernlandschaft gilt der Chevalier de la Force in Francis Poulencs selten gespielter Oper Dialogues des Carmélites unter Leitung von Riccardo Muti und mit Anja Silja 2004 am Teatro alla Scala in Mailand. In dieser Produktion war er auch am Teatro Regio di Torino und am Royal Opera House in London, an der Opéra National de Lyon und am Opernhaus Zürich, sowie beim Rossini Opera Festival in Pesaro zu sehen und zu hören. Diese Rolle ist atypisch für das Repertoire des Sängers, er singt vorzugsweise das klassische Belcanto-Fach von Gaetano Donizetti und Bellini über Rossini bis zum frühen Verdi, weiters drei Mozart-Rollen (Don Ottavio, Ferrando und Arbace), die Titelpartie in Massenets Werther, sowie von Puccini den Rinuccio in  Gianni Schicchi und Des Grieux in Manon Lescaut. Besonders gefragt sind sein Nemorino in L’elisir d’amore, den er in ganz Italien, am Mariinski-Theater in St. Petersburg und in Peking sang, sein Duca di Mantova in Verdis Rigoletto, mit dem er 2009 an der Metropolitan Opera in New York debütierte, und sein Don Ottavio in Mozarts Don Giovanni, der ihn unter anderem ans Théâtre des Champs-Élysées in Paris, nach Valencia und an die Ungarische Staatsoper in Budapest, erneut an die Scala und zurück in seine Heimatstadt führte.
Zur feierlichen Saisoneröffnung der Scala sang er 2005 den Arbace im Idomeneo und an diesem Haus 2011 auch den Sänger im Rosenkavalier. In der Arena di Verona verkörperte Meli den Almaviva in Rossini Il barbiere di Siviglia (2007 und 2009), den Alfredo in Verdis La traviata (2011 und 2013), sowie 2014 den Riccardo im Maskenball zur Eröffnung der 92. Arena-di-Verona-Festspiele. Außerdem war er 2013 und 2014 in der Arena in Galakonzerten mit Plácido Domingo zu hören.
2008 debütierte Meli an der Wiener Staatsoper in einer gefeierten Così fan tutte-Wiederaufnahme unter Leitung von Riccardo Muti, neben Meli sangen Frittoli, Kirchschlager, D’Arcangelo, Tătulescu und De Carolis. 2011 bestritt er die ebenso umjubelte Staatsopernpremiere von Donizettis Anna Bolena mit Anna Netrebko in der Titelpartie und Elīna Garanča als Giovanna Seymour.  2011 und 2012 war er in acht Vorstellung von Verdis Simon Boccanegra der Gabriele Adorno, es dirigierte Myung-Whun Chung.
Langjährige Zusammenarbeit verbindet den Sänger auch mit dem Teatro La Fenice in Venedig. Er sang an diesem Haus u. a. den Ubaldo in Pia de’ Tolomei, den Edgardo in Lucia di Lammermoor und den Manrico im Trovatore. In Pesaro und Tokyo verkörperte er den Paolo Erisso in Rossinis selten gespieltem Maometto secondo. Am Teatro Regio di Torino konnte er 2009 als Ernesto im Don Pasquale – mit seiner Ehefrau Serena Gamberoni als Norina – einen großen persönlichen Erfolg erringen. 2013 debütierte er als Alfredo an der Oper von Maskat im Sultanat Oman und sang an der Römischen Oper erstmals die Titelpartie in Verdis Ernani.

### Salzburger Festspiele
2013 debütierte der Sänger erfolgreich bei den Salzburger Festspielen: Er übernahm – jeweils in konzertanten Aufführungen zu Giuseppe Verdis 200. Geburtstag – den Ismaele im Nabucco (mit Chor und Orchester der Opera di Roma unter Riccardo Muti) und den Carlo VII. in Giovanna d’Arco  an der Seite von Anna Netrebko und Plácido Domingo.
Im Sommer 2014 sang Meli in einer Neuproduktion von Il trovatore den Manrico (Inszenierung Alvis Hermanis, Dirigent Daniele Gatti, weitere Rollen: Anna Netrebko und Plácido Domingo), diese Produktion wurde auch live im Fernsehen übertragen.
2017 sang Meli 2017 in Aida den Radamès an der Seite von Anna Netrebko.

### Im Konzertsaal
Auf dem Konzertpodium war Meli u. a. in Spoleto und Pesaro mit den Tenorsoli von Rossinis Petite Messe solennelle und Puccinis Messa zu hören. Auch sang er in zahlreichen Aufführungen Verdis Messa da Requiem, u. a. in Verbier, London und Madrid, sowie in ganz Italien, unter Leitung von namhaften Dirigenten, wie Daniele Gatti, Lorin Maazel, Riccardo Muti, Gianandrea Noseda oder Juri Temirkanow.
Außerdem bestritt der Künstler eine Reihe von Soloprogrammen in London, Tokyo, Oslo, Poznań und Pesaro.

## Persönliches
Meli ist mit der Sopranistin Serena Gamberoni verheiratet, das Paar hat drei Kinder. Gemeinsam haben die beiden in folgenden Opern gesungen: L’elisir d’amore, Don Pasquale, Werther, Così fan tutte, La Bohème, Gianni Schicchi, Un ballo in maschera.

## Tondokumente
- Gaetano Donizetti: Pia de’ Tolomei – Patrizia Ciofi, Laura Polverelli, Dario Schmunck, Andrew Schroeder, Daniel Borowski. Dirigent: Paolo Arrivabeni. Live aus dem Teatro La Fenice, April 2004. (Dynamic)
- Gioachino Rossini: Bianca e Falliero – Maria Bayo, Daniela Barcellona, Carlo Lepore. Dirigent: Renato Palumbo. Live aus dem Teatro Rossini Pesaro, August 2005. (Dynamic)
- Gioachino Rossini: Torvaldo e Dorliska – Michele Pertusi, Darina Takova, Bruno Pratico. Dirigent: Victor Pablo Perez. Live aus dem Teatro Rossini Pesaro, August 2006. (Dynamic)
- Vincenzo Bellini: La sonnambula – Natalie Dessay, Carlo Colombara, Sara Mingardo. Dirigent: Evelino Pidò. Live-Mitschnitt aus Aufführungen der Opéra National de Lyon in Lyon and Paris, November 2006. (Virgin Classics)
- Gaetano Donizetti: Maria Stuarda – Anna Caterina Antonacci, Mariella Devia, Paola Gardina. Dirigent: Antonino Fogliani. Live aus der Scala, 2008. (Arthaus Musik)
- Giuseppe Verdi: Un ballo in maschera – Serena Gamberoni, Vladimir Stoyanov, Kristin Lewis. Dirigent: Gianluigi Gelmetti. (Unitel Classica)

## Kritiken und Interviews
- Fairman, Richard: „Rigoletto“, Royal Opera House, London. In: Financial Times, 11. Februar 2009.
- Loomis, George: Opera: Discovering Rossini’s small gems. In: International Herald Tribune, 23. August 2006.
- Mattioli, Alberto: Intervista: Florez e Meli, al Regio - il derby dei tenorissimi. In: La Stampa, 15. Mai 2007.
- Rosenblatt Recital Series: Biography: Francesco Meli, Juni 2007.